# Josef Neugebauer (malíř)
Josef Neugebauer, psán také Joseph Neugebauer (14. dubna 1810 Vídeň – 8. srpna 1895 Melk), byl rakouský malíř portrétů, náboženských obrazů, žánrů a zátiší, a hudební skladatel.

## Život
Nejprve se učil malbě soukromě u Sigmunda von Pergera ve Vídni a v letech 1831–1838 vystudoval malbu a kresbu na Akademii výtvarných umění ve Vídni u profesorů Antona Pettera, Johanna Endera, Josefa Redla a Leopolda Kupelwiesera. Přátelil se s malířem Antonem Ebertem, kterého portrétoval.
Již během studií ve Vídni od roku 1830 pracoval jako portrétista, brzy se dostal k císařskému dvoru. Od roku 1839 si jej rodina arcivévody Karla Ludvíka najala jako učitele kreslení. Od roku 1838 se účastnil každoročních výstav Akademie výtvarných umění u Svaté Anny ve Vídni, později výstav Rakouského uměleckého spolku (Künstlerverein). 
V letech 1850–1852 byl na studijní cestě ve Florencii a Římě, kde se setkal s papežem Piem IX., kterého  portrétoval, stejně jako kardinála Giacoma Antonelliho. Dále procestoval Německo, Francii a Anglii. 
Od 50. let 19. století portrétoval představitele českých a rakouských šlechtických rodin. V letech 1855 a 1858 vystavoval obrazy v Praze, zejména touto cestou se jeho dílo dostalo do českých chrámů i do soukromých sbírek. Protějškové oltářní obrazy Nejsvětějšího srdce Páně a Srdce Mariina visely v Praze na Malé Straně v kostele svatého Karla Boromejského‎.  
V roce 1866 jej rada Akademie výtvarných umění ve Vídni přijala za svého člena a v roce 1869 byl přijat do Künstlerhausu. Portrétoval několikrát císaře Františka Josefa I., císařovnu Alžbětu a jejich děti. Císař jej v lednu 1873 poctil návštěvou v jeho vídeňském ateliéru a téhož roku vyznamenal Rytířským křížem Řádu Františka Josefa I.
Po smrti své manželky se v roce 1884 odstěhoval do opatství v Melku, kde měl ateliér a do vysokého věku maloval, převážně zátiší ve stylu biedermeieru, ale také portréty, například opata Wilhelma z Melku.

### Dílo
Svými obrazy je zastoupen v Uměleckohistorickém muzeu ve Vídni, v Rakouské národní galerii v Belvederu i v grafické sbírce Albertině ve Vídni, v dalších rakouských a českých sbírkách. Velký portrét císařovny Alžběty vlastní Slezské zemské muzeum v Opavě. V opatství Melk je velký soubor 188 obrazů, 30 skicářů a množství studií, z toho 152 ve stálé expozici „Galerie Neugebauer“. Jeho kopie Mozartova portrétu od Josepha Langeho v Mozartově muzeu v Salcburku.
Neugebauerovy portrétní malby převáděli do grafických tisků Josef Kriehuber, Franz Eybl, Eduard Kaiser a další. 
Jako skladatel se věnoval chrámové hudbě. V roce 1870 vydal tři ofertoria a zkomponoval mariánské písně, uvedené mj. v Karlskirche ve Vídni.

## Galerie

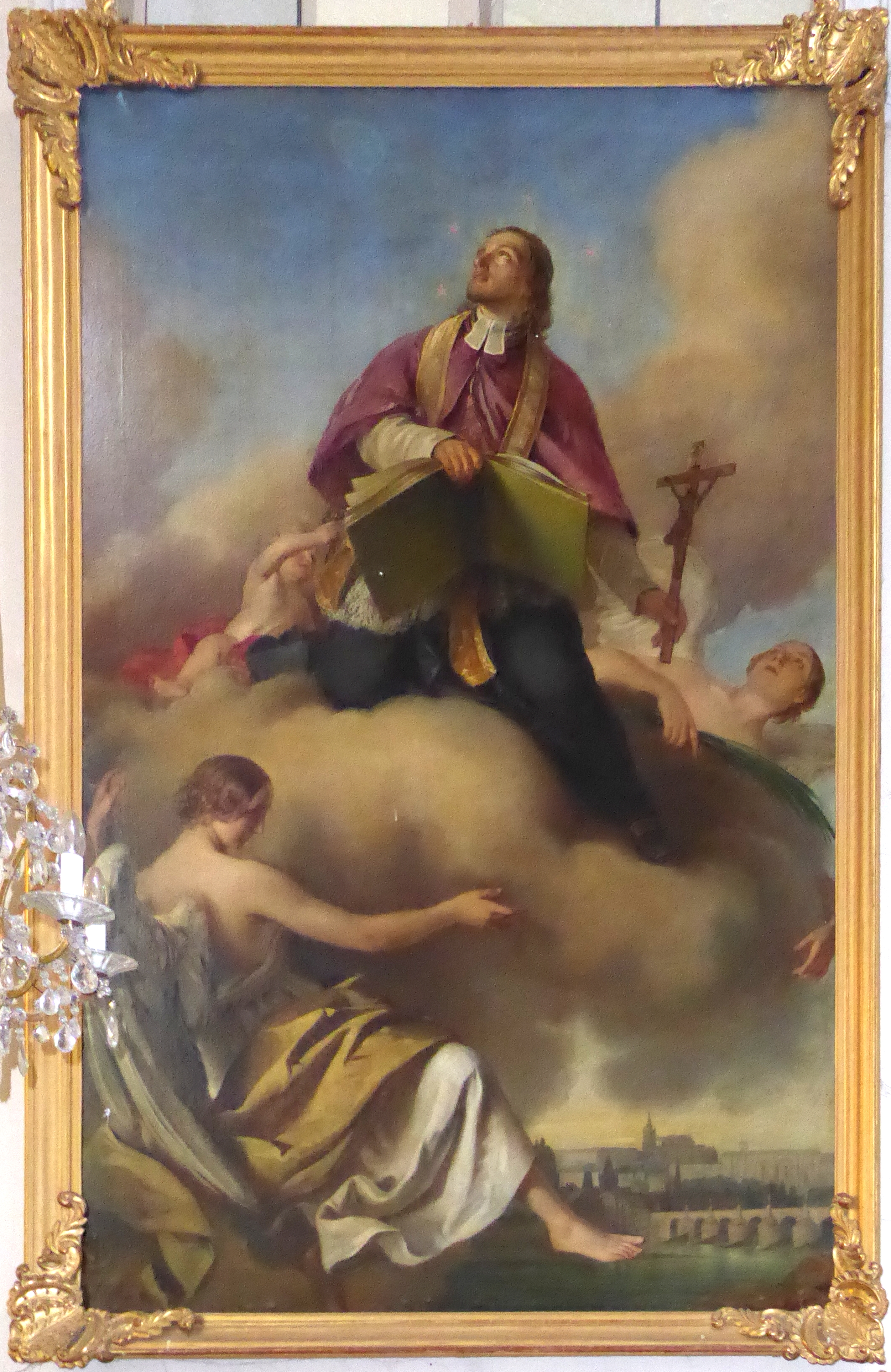
Gloria Jana Nepomuka (1847), Wullersdorf
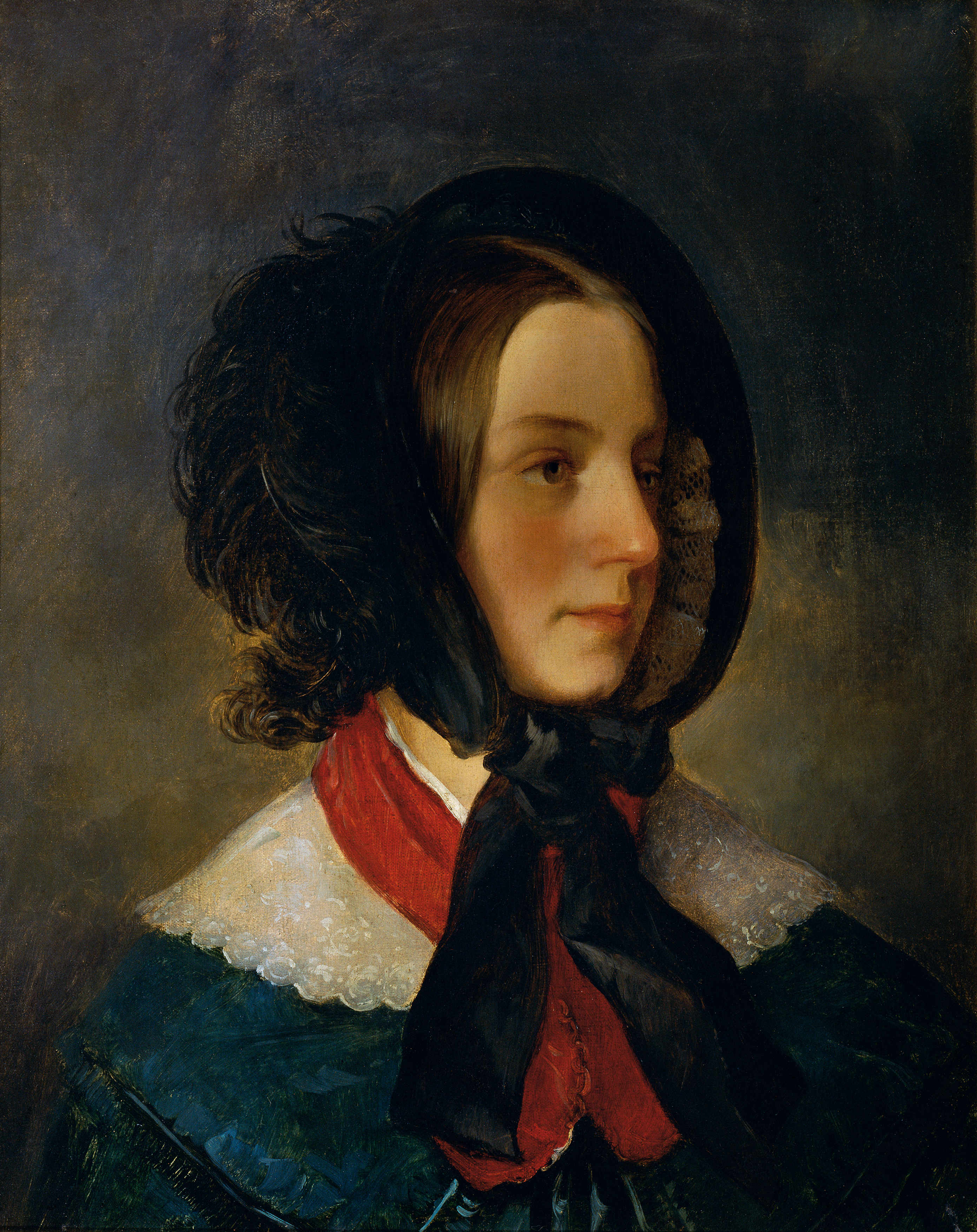
Portrét manželky (kolem 1850)
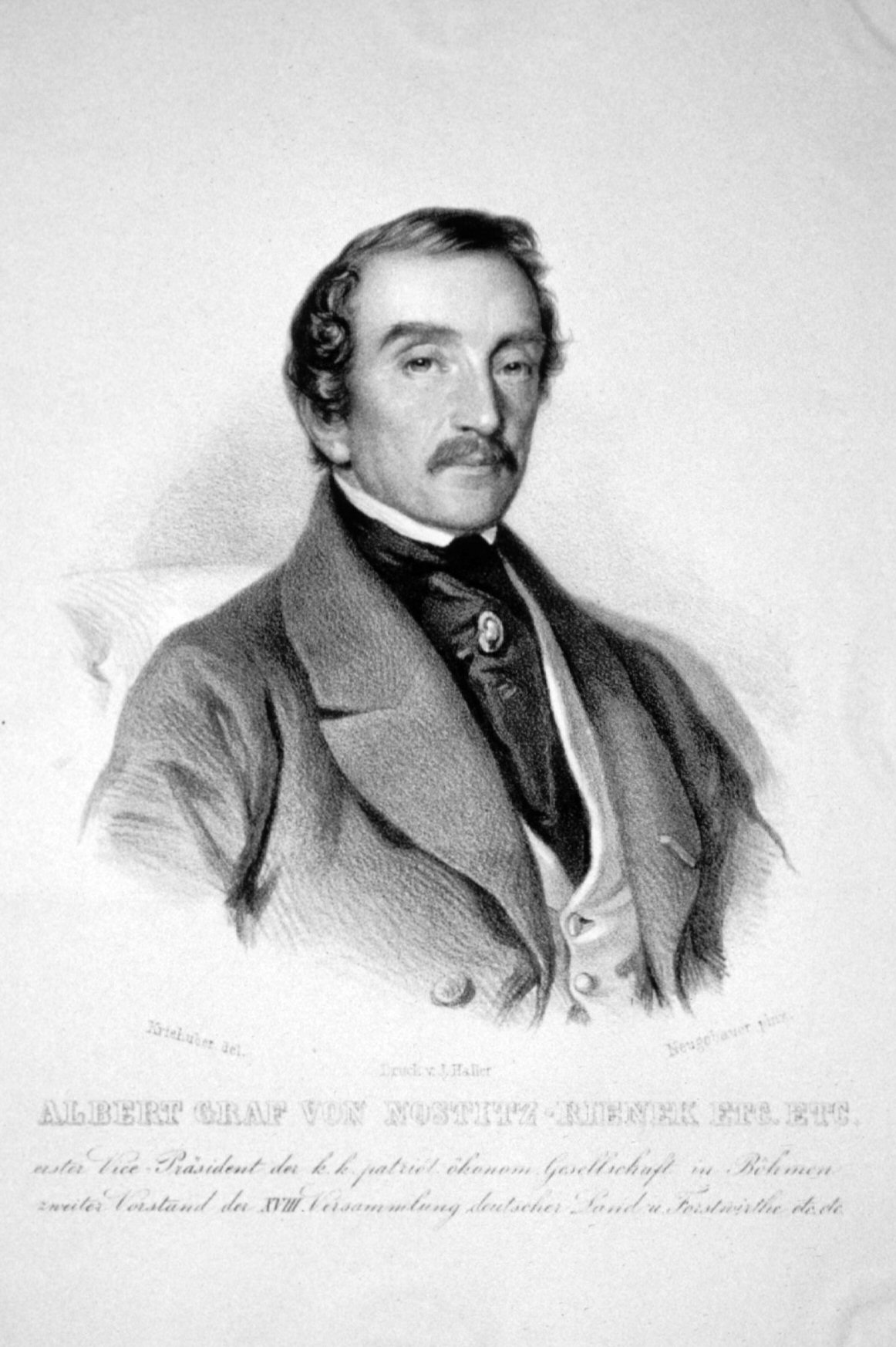
Albert Nostitz-Rieneck (asi 1856)
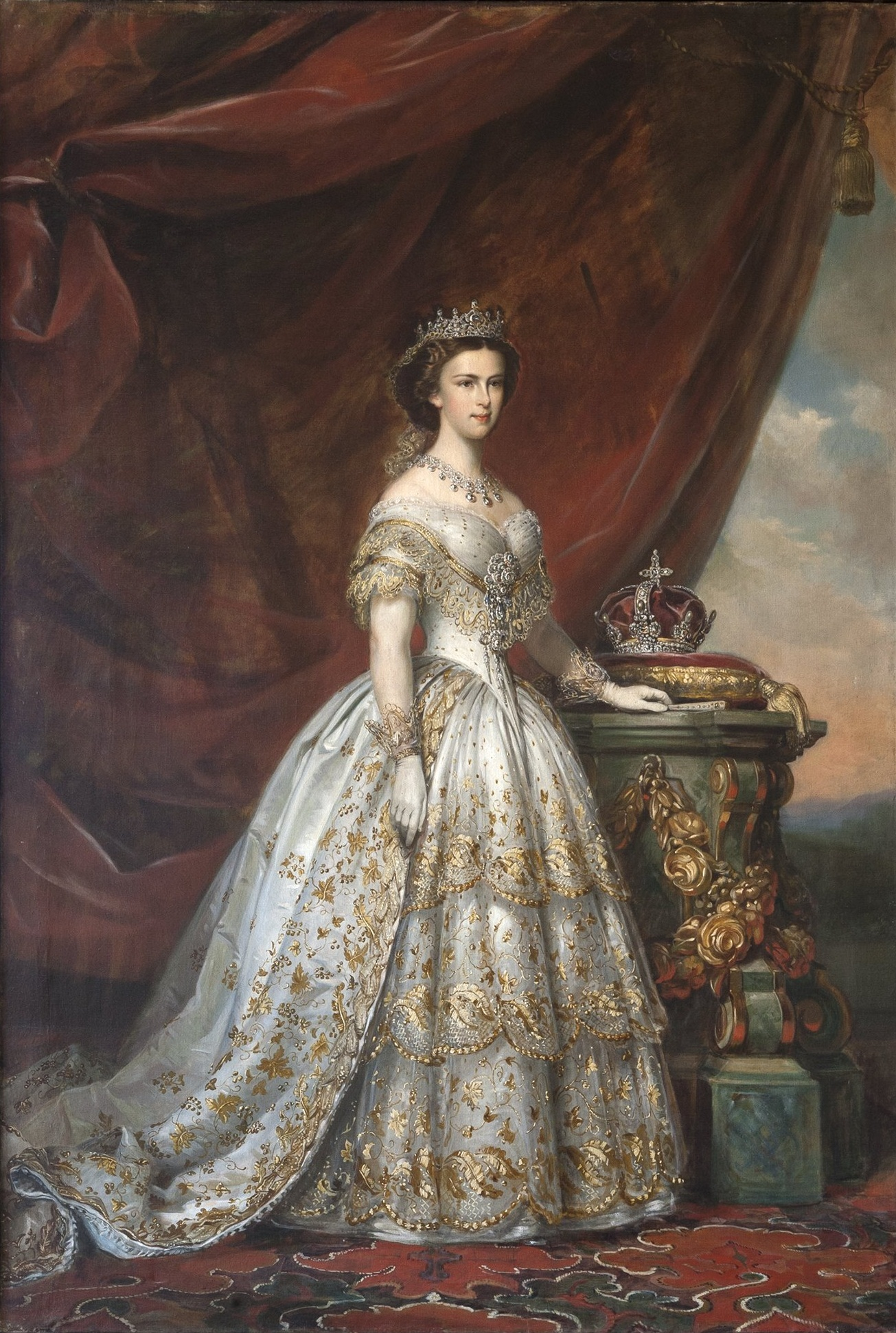
Císařovna Alžběta (1857)
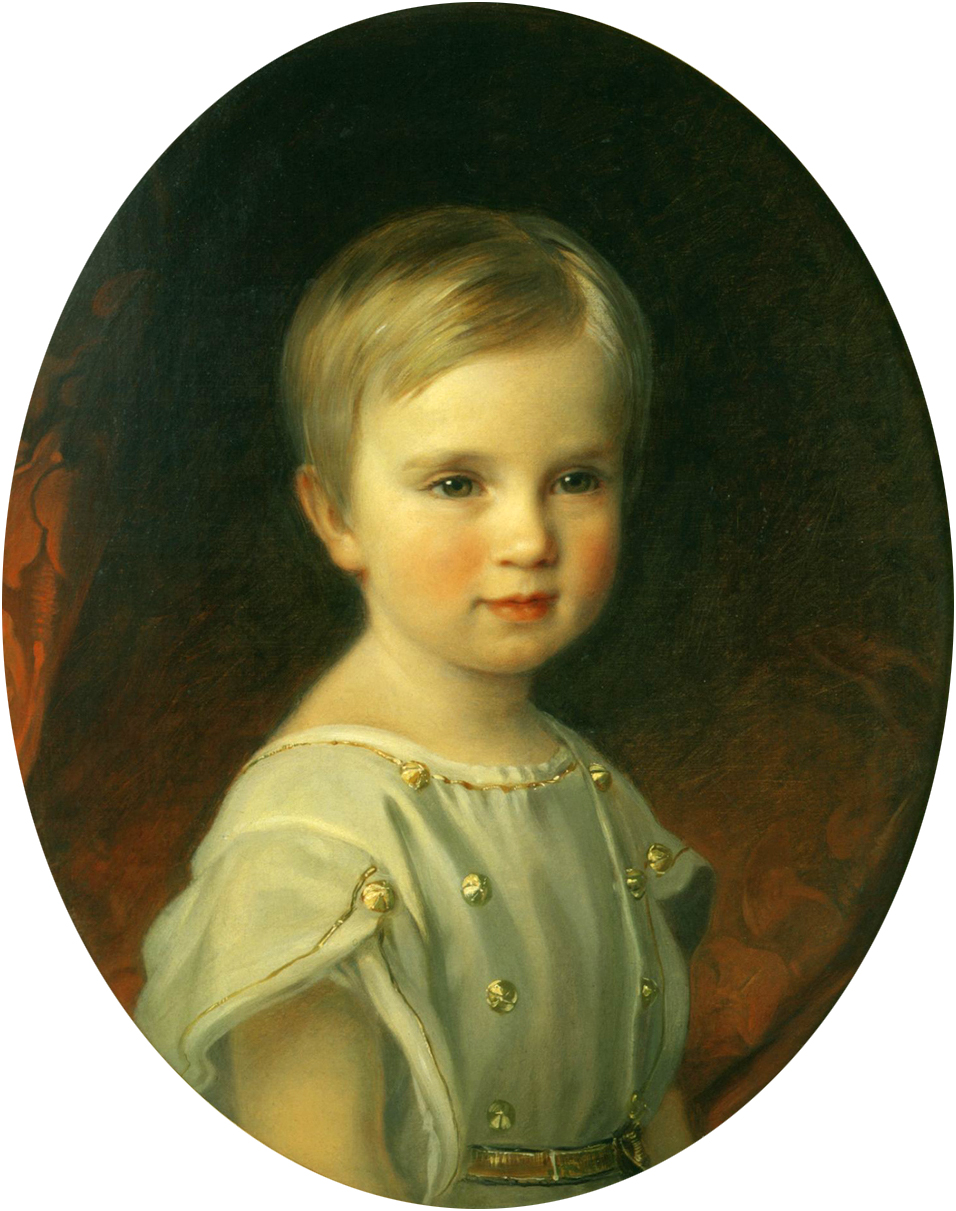
Korunní princ Rudolf (1860)
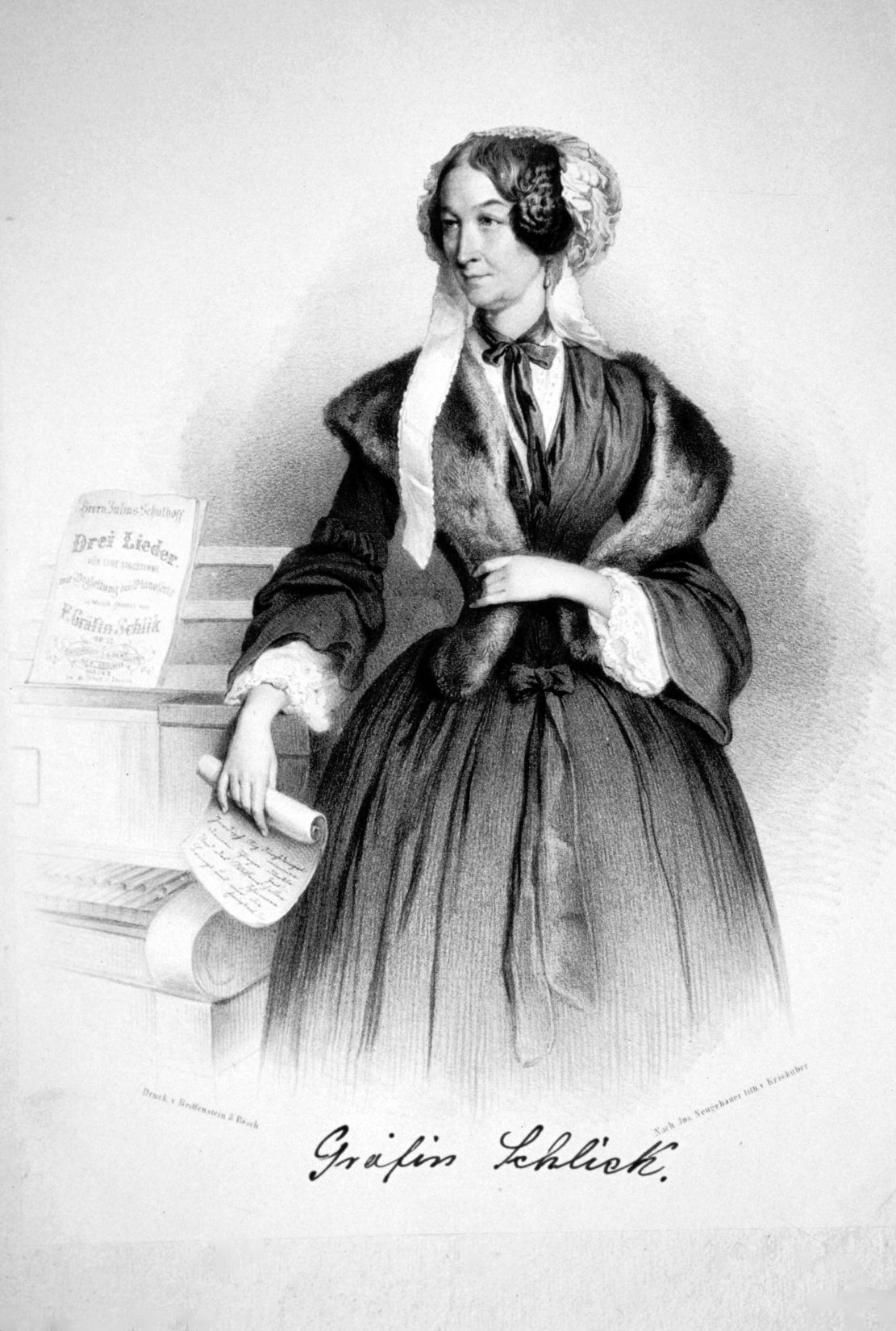
Pianistka Marie Alžběta Šliková
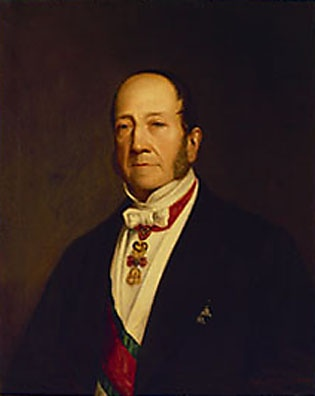
Hrabě Franz Kuefstein (1871)
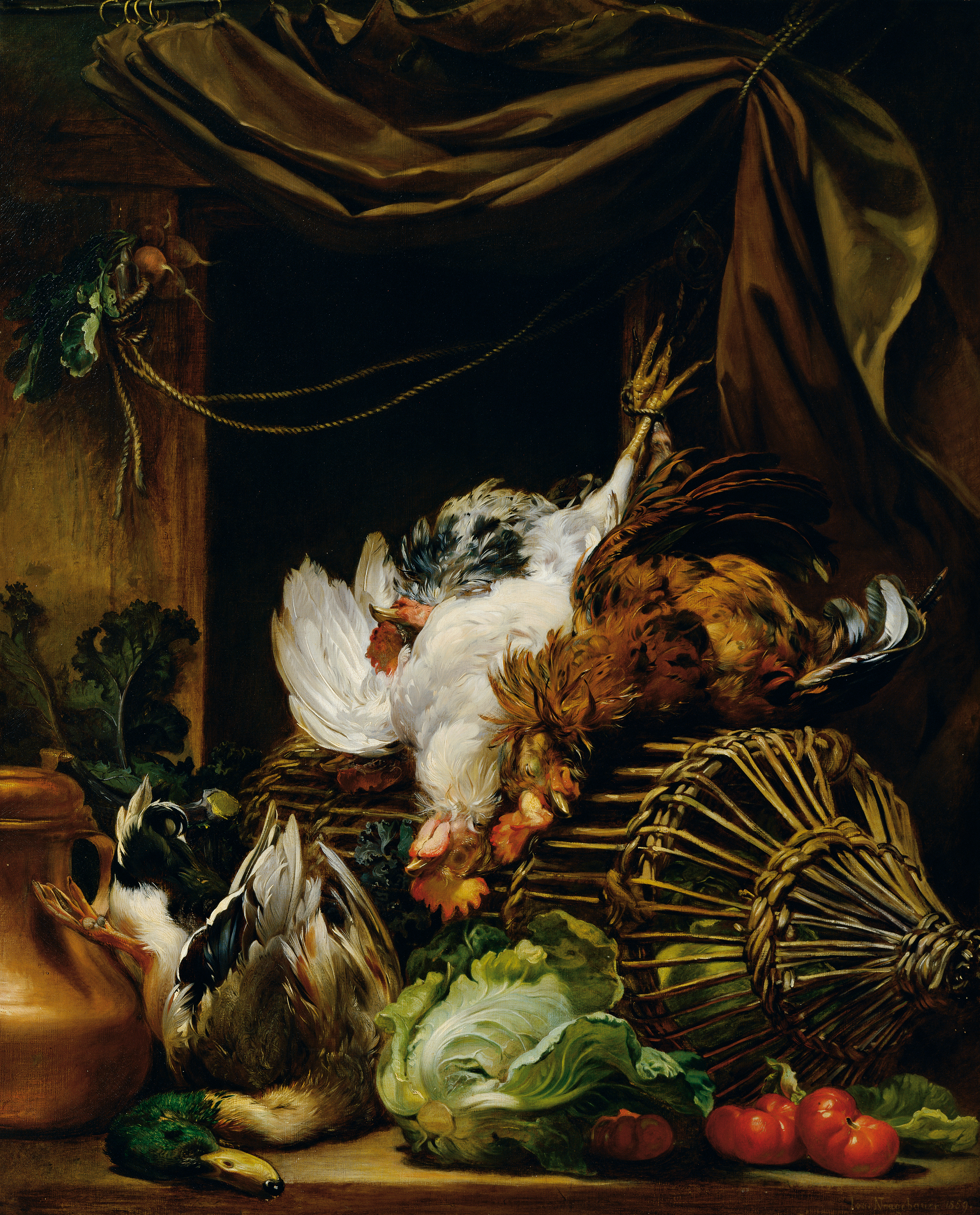
Zátiší s drúbeží